# Quetzalia
Quetzalia es un género de plantas con flores con once especies pertenecientes a la familia Celastraceae.

## Taxonomía
El género fue descrito por Cyrus Longworth Lundell y publicado en Wrightia 4(4): 137. 1970. La especie tipo es: Quetzalia occidentalis (Loes. ex Donn.Sm.) Lundell

## Especies aceptadas
A continuación se brinda un listado de las especies del género Quetzalia aceptadas hasta octubre de 2013, ordenadas alfabéticamente. Para cada una se indica el nombre binomial seguido del autor, abreviado según las convenciones y usos.
- Quetzalia areolata (Lundell) Lundell
- Quetzalia contracta (Lundell) Lundell
- Quetzalia guatemalensis (Sprague) Lundell
- Quetzalia ilicina (Standl. & Steyerm.) Lundell
- Quetzalia mayana (Lundell & L.O.Williams) Lundell
- Quetzalia occidentalis (Loes. ex Donn.Sm.) Lundell
- Quetzalia pauciflora Lundell
- Quetzalia reynae Lundell
- Quetzalia schiedeana (Loes.) Lundell
- Quetzalia standleyi (Lundell) Lundell
- Quetzalia stipitata (Lundell) Lundell